# Сакциер, Мотл-Герш Абрамович
Мотл (Мордхэ-Эрш, Мотл-Герш) Абрамович Сакци́ер (идиш מאָטל סאַקציִער‎; 11 января 1907, Леово, Бендерский уезд, Бессарабская губерния — 28 января 1987, Тель-Авив) — бессарабский еврейский поэт и драматург. Писал на идише.

## Биография

### Ранние годы
Мотл Сакциер родился в приграничном бессарабском местечке Леово (сейчас районный центр Леовского района Молдовы), расположенном на левом берегу Прута, в семье портного Аврума Сакциера. Учился в хедере, народной школе, кишинёвской гимназии «Богдан Петричейку Хашдеу». В 1920-е годы был рабочим в Бухаресте, где дебютировал стихотворениями в журнале «Идиш» (Еврейский язык) в 1928 году. Первые литературные опыты получили позитивную оценку Э. Штейнбарга и Сакциер продолжил активно печататься («Индзл» (Остров, Бухарест), «Черновицер Блэтэр» (Черновицкие листки), «Литэрарише Блэтэр» (Литературные листки, Варшава) и другие издания).
В 1928 году — учился в Венской еврейской педагогической семинарии, c 1929 года — заводской рабочий в Париже. Вернулся в Бухарест в 1931 году, служил в армии, вскоре начал активное сотрудничество с молодёжной группой бессарабских еврейских литераторов «Юнг-Румэнье» (Румыния младая), организованной при журнале «Шойбм» (Окна) Янкев Штернбергом. Помимо Сакциера в группу входили Янкл Якир, Герцл Гайсинер-Ривкин, Ихил Шрайбман, Эрш-Лейб Кажбер, Эршл Цельман и другие. В 1934-36 годах — секретарь литературного еженедельника «Ди Вох» (Неделя), который издавал Мойше Альтман.

### В СССР
Первый поэтический сборник «Дэрфар» (Потому) вышел в Бухаресте в 1936 году. В том же году Сакциер переправился через Днестр в СССР, где до 1937 года трудился на строительстве Московского метрополитена. С 1937 по 1940 год — в заключении. После освобождения вернулся в только что присоединённый Кишинёв, где стал организатором и заведующим литературной частью Молдавского Государственного Еврейского Театра (Молдавский ГОСЕТ) под художественным руководством Янкев Штернберга. Женился на актрисе театра. В 1941 году на помостках театра шла специально написанная Сакциером пьеса «Ройтэ Померанцн» (Красные померанцы).
В годы Великой Отечественной войны — в эвакуации в Узбекистане, затем в строительном батальоне. После демобилизации работал литературным секретарём в «театре малых форм» Сиди Таль, для которой написал пользовавшуюся громадным успехом пьесу «Ди Соным Афцулохэс» (Врагам назло, 1945). После войны вместе с театром обосновался в Черновцах, написал спектакль «Лахн из Гезунт» (Смеяться полезно, 1947). Вскоре вновь вернулся в Кишинёв, где в начале 1949 года был повторно арестован по открытому 16 февраля т. н. «делу № 5390» о подпольной «троцкистско-националистической организации» бессарабских еврейских литераторов. В конце сентября того же года осуждён на десять лет исправительно-трудовых лагерей и вместе с писателями Альтманом, Якиром и Гайсинер-Ривкиным отправлен в Куйбышев, откуда вместе с Альтманом — переправлен на строительство Байкало-Амурской магистрали в лагерь Тайшет. Здесь же находились еврейские литераторы Мойше Бродерзон (1890—1956), Исроэл Эмиот (1908—1978) и Марк Разумный (1896—1988). Написанный им в заключении роман «Идише Шнайдэрс» (Еврейские портные) был изъят и уничтожен.
После освобождения и реабилитации в 1954 году возвратился в Кишинёв, работал режиссёром в русских и молдавских труппах, а также при Черновицкой филармонии с Сиди Таль, для которой написал пьесу «Ин а Гутэр Шо» (В добрый час, 1959). С 1961 года публиковался в «Советиш Геймланд» (Советская Родина), единственном в СССР журнале на идише. Песни на стихи Сакциера, написанные композитором Зиновием Компанеецом, исполняла Нехама Лифшиц, а за рубежом известный бас Сидор Беларский.
В 1967 году стал одним из зачинателей Кишинёвского Народного Еврейского Театра (художественный руководитель Рувим Левин), для которого написал инсценировку «Найе Касрилэвке» (Новая Касриловка) по мотивам произведений Шолом-Алейхема и Аврума Гольдфадена и где работал до самого закрытия театра в 1972 году. В том же году получил разрешение на выезд в Израиль.

### В Израиле
В последующие годы плодотворно публиковался в различных периодических изданиях Израиля («Ди Голдэнэ Кейт» (Серебряная цепочка, ред. Авром Суцкевер), «Йерушолаимэр Алманах» (Иерусалимский альманах, ред. Йосеф Керлер), «Ба Зих» (У себя), «Исроэл Штимэ» (Голос Израиля) и других). Был связан с сложившейся вокруг Иерусалимского альманаха группой поэтов: Меер Харац, Меер Елин, Хаим Мальтинский, Рухл Боймволь, Зямэ Телесин, Гирш Ошерович, Лейзер Подрячик, Эле Шехтман. Вышли поэтические сборники «Мит Фарботэнэм Блайер» (Запретным карандашом, 1977), «Дэр Шайтэр Бам Вэг» (Костёр у дороги, 1978), «Тойбм Аф Антэнэ» (Голуби на антенне, 1982), и «А Шпур Афн Вэг» (След на пути, 1986). Посмертно вышел сборник воспоминаний о поэте «Мотл Сакциер: Поэт ун Мэнч» (Мотл Сакциер: поэт и человек, 1990).

## Семья
- Жена — актриса еврейского театра Сусанна (Сойка) Абрамовна Сакциер (урождённая Гаханская), дочь актёров еврейского театра Абрама и Минци Гаханских (все шесть дочерей этой театральной пары стали актрисами).[2]
  - Сын — израильский скульптор Борис (Барух) Сакциер (род. 1942) — среди прочего автор монумента Янушу Корчаку в музее Яд-ВаШем (Иерусалим).

## Книги Мотла Сакциера
- דערפֿאַר (дэрфар — потому). Бухарест, 1936.
- מיט פֿאַרבאָטענעם בלײַער (мит фарботэнэм блайер — запретным карандашом). Тель-Авив: И. Л. Перец-Фарлаг, 1977.
- שײַטער בײַם װעג (шайтэр бам вэг — костёр у дороги). Тель-Авив: И. Л. Перец-Фарлаг, 1978.
- טױבן אױף אַנטענע (тойбм аф антэнэ — голуби на антенне). Тель-Авив: Х. Лейвик-Фарлаг, 1982.
- אַ שפּור אױפֿן װעג (a шпур афн вэг — след на пути). Тель-Авив: Х. Лейвик-Фарлаг, 1986.
- Летящие тени. Стихи еврейских поэтов Бессарабии в переводе с идиша Рудольфа Ольшевского. Кишинёв, 2000.